# Tamsir Seck
Tamsir Seck (Torino, 11 aprile 1996) è un giocatore di football americano italiano che milita nel ruolo di wide receiver nei Rhinos Milano.